# Amanita zambiana
Espèce
Amanita zambiana, la Tente (prononciation : \tɛn.te\), est une espèce de champignons basidiomycètes du genre Amanita dans la famille des Amanitaceae. Très commune en Afrique centrale où elle fait partie des champignons comestibles les plus populaires, elle est proche de l'Amanite des Césars et de l'Amanite vaginée.

## Taxinomie

### Nom binominal
Le nom correct complet (avec auteur) de ce taxon est Amanita zambiana Pegler & Piearce.

### Systématique
Amanita zambiana est classée dans la section des Vaginatae ou des Caesareae par Rolf Singer[réf. nécessaire].

### Synonymie
Il pourrait peut-être s'agir d'un synonyme d’Amanita loosii Beeli, initialement décrite du Congo, mais cette dernière est entièrement blanche,.

### Noms vulgarisés et vernaculaires
L'espèce est localement connue sous les noms vernaculaires Tente, Ndelema et Christmas mushroom (« champignon de Noël »).

## Description
Le chapeau d'Amanita zambiana qui mesure de 100 à 250 mm de diamètre, est globuleux à ovoïde quand il est jeune, et en expansion s'aplatit gardant une marge recourbée. Sans être umboné, il n'est ni visqueux, ni appendiculé et présente une marge striée ou pectinée. Il est brun olivacé à son centre, lorsqu'il grandit, devient progressivement plus pâle en direction de la marge, et se présente franchement blanc à la marge lorsqu'il est adulte. La chair est blanche. L'anneau est absent. Les lames sont libres et éloignées, blanches. Le pied, blanchâtre, fibrilleux et creux, mesure de 100 à 150 mm de long pour 15 à 20 mm de diamètre. Il présente une volve en forme de sac.

## Écologie et répartition
L'espèce, initialement décrite depuis des spécimens de Zambie, est commune dans le miombo de l'ensemble de l'Afrique centrale où elle fructifie en décembre et début janvier.

## Comestibilité
Amanita zambiana est considérée comme un bon champignon comestible et est abondamment vendue sur les marchés locaux, notamment au Zimbabwe et en Zambie,,. Cependant, l'espèce a la capacité de concentrer les métaux lourds tels que le cadmium, le cobalt, le nickel et le cuivre au delà des limites recommandées par la FAO